# Sukanagalih (Pacet)
Sukanagalih is een bestuurslaag in het regentschap Cianjur van de provincie West-Java, Indonesië. Sukanagalih telt 19.311 inwoners (volkstelling 2010).